# KODA KUMI 10th Anniversary BEST LIVE DVD BOX
《KODA KUMI 10th Anniversary BEST LIVE DVD BOX》為日本歌手倖田來未於2010年7月17日發行之演唱會之精選DVD。

## 解說
- 「今年為迎向出道十週年紀念，為向歌迷們表達感謝的一年」以這樣的心情，像粉絲表達感謝，以1260日圓的特別價格，於寶島社發行。[1]
- 這是寶島社繼麥可傑克森、瑪丹娜之後的DVD BOX第3彈，為日本藝人首次的企劃。將以超越瑪丹娜的發行量，20萬張發行。[1]
- 本DVD收錄前6次演唱會DVD的集錦，以及「2010～UNIVERSE～」的幕後紀錄。

## 曲目
1. 甜心戰士
2. Butterfly
3. Black Cherry
4. 人魚公主
5. Selfish
6. Crazy 4 U
7. TAKE BACK (Sunset In Ibiza Remix)
8. Hurry Up!
9. stay with me
10. hands
11. 愛之歌
12. you
13. 戀愛花蕾
14. Wonderland
15. Through the sky

## 資料來源
1. 1 2  . 倖田來未（こうだくみ）OFFICIAL WEBSITE. 2010-06-22  [2010-07-06]. （原始内容存档于2010-06-30）.